# Oxypetalum appendiculatum
Oxypetalum appendiculatum är en oleanderväxtart som beskrevs av Carl Friedrich Philipp von Martius. Oxypetalum appendiculatum ingår i släktet Oxypetalum och familjen oleanderväxter. Inga underarter finns listade i Catalogue of Life.